# 日立ヘルスケア・マニュファクチャリング
株式会社日立ヘルスケア・マニュファクチャリング（ひたちヘルスケア・マニュファクチャリング）は、千葉県柏市に本社を置く日立グループの大手医療機器メーカーである。
本項では事業再編前の株式会社日立メディコについても述べる。日立メディコの2012年度連結売上高は、CTスキャン装置など医療機器事業が1,295億円、電子カルテシステムなど医療情報システム事業が101億円となっていた。

## 概要
単純X線撮影装置の老舗であった渋谷レントゲン製作所を日立が吸収し、販売部門として、日立レントゲンを設立。さらに日立のレントゲン製造部門と大阪レントゲン製作所を日立レントゲンに合併させ、後に日立メディコと改称。
日立は1975年の10月、国産初のX線CT装置を完成させるが、開発と販売を日立メディコに移管（東芝メディカルシステムズ、島津製作所は当初、国外の製品を輸入）。
その後、MRI、RI（核医学）、超音波画像診断装置（いわゆるエコー）など、ラインナップを増やし、総合医療機器メーカーとなった。
国内メーカーとしては、東芝メディカルシステムズ、島津製作所と、国外メーカーとしてはゼネラル・エレクトリック、フィリップス、シーメンスなどと市場で争う（CTを発明したEMIは早々に撤退した）規模であった。
2016年4月1日、日立メディコとその子会社の日立アロカメディカルは、各々の製造部門以外は日立へ会社分割により承継。製造部門は日立メディコを存続会社として合併し、日立ヘルスケア・マニュファクチャリングとなった。

## 沿革
- 1928年（昭和3年）- 渋谷レントゲン製作所が設立される。
- 1949年（昭和24年）- 東日本繊維機械が設立される。
- 1951年（昭和26年）- 渋谷レントゲン製作所が日立製作所に吸収され、装置の製作は亀戸工場に、X線管の製作は茂原工場に、販売は日製産業に移管される。
- 1952年（昭和27年）- 東日本繊維機械が東日実業に商号変更。
- 1953年（昭和28年）- 販売は日立系の東日実業に移管。
- 1954年（昭和29年）- 東日実業を日立レントゲン株式会社と改称（翌年日立レントゲン販売と改称）。
- 1960年（昭和35年）- 集団検診用車載形間接X線装置を開発。
- 1962年（昭和37年）- 大阪レントゲン製作所の営業部門を譲り受ける。
- 1969年（昭和44年）- 日立レントゲン販売と亀戸工場のレントゲン製造部門、大阪レントゲン製作所が合併して日立レントゲン株式会社となる。同時に、亀戸工場の製造部門は柏市に移転して柏工場に、大阪レントゲン製作所が大阪工場となる。真空管式Aモード（波形表示）超音波診断装置を開発。
- 1972年（昭和47年）- コンタクトコンパウンド型Bモード（断層像）診断装置を開発。
- 1973年（昭和48年）- 日立レントゲンを株式会社日立メディコと改称。
- 1975年（昭和50年）- 日立製作所が国産で初めてX線CTを開発。名古屋保健衛生大学に納入。開発、販売を日立メディコに移管。
- 1976年（昭和51年）- 乳房検診用超音波検診車を開発。順天堂大学の指導による。
- 1977年（昭和52年）- 全身用X線CTを開発。
- 1983年（昭和58年）- 米国フィリップス向け全身用X線CTを開発。
- 1987年（昭和62年）- 永久磁石式MRIを開発。
- 1991年（平成3年）- 東京証券取引所第2部に上場。
- 1996年（平成8年）- 東証1部に指定。
- 2011年（平成23年） 医療関連機器の老舗メーカー・アロカをTOB（株式公開買付け）により買収・完全子会社化。同社の連結対象に加わる。完全子会社化にあわせて、同社は日立アロカメディカルに社名変更した。
- 2013年（平成25年）- 親会社の日立製作所が完全子会社化を目的とした株式公開買付けを実施。
- 2014年（平成26年）- 株式交換により日立製作所の完全子会社となる。
- 2016年（平成28年）- 日立アロカメディカルとともに、製造部門以外を日立製作所に吸収分割。製造部門のみ残った日立メディコは、日立アロカメディカルを吸収合併し、株式会社日立ヘルスケア・マニュファクチャリングと改称。
  - のちに日立ヘルスケア・マニュファクチャリングは、富士フイルム傘下に入り、現・富士フイルムヘルスケアマニュファクチャリング。